# Joanne Fenn
Joanne „Jo“ Ella Fenn (* 19. Oktober 1974 in London als Joanne Mersh) ist eine ehemalige britische Leichtathletin, die sich auf den 800-Meter-Lauf spezialisiert hat. Ihren größten Erfolg feierte sie mit dem Gewinn der Bronzemedaille über 800 Meter bei den Hallenweltmeisterschaften 2004 in Budapest. 

## Sportliche Laufbahn
Erste internationale Erfahrungen sammelte Joanne Fenn im Jahr 2001, als sie bei den Hallenweltmeisterschaften in Lissabon mit 2:05,16 min in der Vorrunde über 800 Meter ausschied. Im Jahr darauf startete sie für England bei den Commonwealth Games in Birmingham und belegte dort in 1:59,86 min den siebten Platz, ehe sie bei den Europameisterschaften in München mit 2:02,99 min im Halbfinale ausschied. 2003 gelangte sie bei den Hallenweltmeisterschaften in Birmingham mit 1:59,95 min auf Rang fünf und im August schied sie bei den Weltmeisterschaften in Paris mit 2:00,56 min im Semifinale aus. Im Jahr darauf gewann sie bei den Hallenweltmeisterschaften in Budapest in 1:59,50 min die Bronzemedaille hinter Maria de Lurdes Mutola aus Mosambik und der Slowenin Jolanda Čeplak. Im August nahm sie an den Olympischen Sommerspielen in Athen teil und schied dort mit 2:00,60 min im Halbfinale aus. Anschließend belegte sie beim IAAF World Athletics Final in Monaco in 2:03,48 min den sechsten Platz. In den folgenden Jahren bis 2009 bestritt sie nur noch vereinzelt Wettkämpfe und beendete daraufhin ihre aktive sportliche Karriere im Alter von 35 Jahren.
2003 wurde Fenn britische Hallenmeisterin im 800-Meter-Lauf sowie 2004 über 1500 Meter.

## Persönliche Bestleistungen
- 800 Meter: 1:59,50 min, 7. März 2004 in Budapest
- 1500 Meter: 4:09,54 min, 2. Juli 2004 in Rom